# Far (Band)
Far ist eine US-amerikanische Rockband aus Sacramento (Kalifornien), die in den 1990er Jahren aktiv war und sich nach langer Auszeit im Jahr 2008 wieder reformierte.

## Geschichte
Far wurde 1991 von Jonah Sonz Matranga (Sänger), Shaun Lopez (Gitarre), John Gutenberger (Bass) und Chris Robyn (Schlagzeug) gegründet.
Nachdem sie einige weniger beachtete Veröffentlichungen herausgebracht hatten, veröffentlichten Far 1996 ihr Major-Debüt Tin Cans With Strings to You. Den Hauptanteil am Songwriting hatte bei diesem Album Gitarrist Shaun Lopez. Produziert wurde es von Brad Wood (Placebo, Veruca Salt, Sunny Day Real Estate).
Ihr zweites Album, Water and Solutions, wurde von Dave Sardy produziert und 1998 veröffentlicht. Vor allem der auf mehreren Compilations verwendete Song Mother Mary brachte der Band erhöhte Aufmerksamkeit und mehr Airplay. Stilistisch ist dieses Album weit weniger sperrig als sein Vorgänger.
Bereits ein Jahr später trennten sich allerdings die Wege der Bandmitglieder; Frontmann Jonah Matranga gründete im Jahr 2000 mit Norm Arenas und Scott Weingard von Texas Is the Reason die Band New End Original – die sich nach nur einem Album (Thriller, 2001, Jade Tree) im Jahr 2003 wieder auflöste – und kümmerte sich verstärkt um sein Soloprojekt onelinedrawing, mit dem er zwischen 1994 und 2004 mehrere Alben veröffentlichte. Mit der Band Gratitude spielte er ein selbstbetiteltes Debüt ein, das 2005 bei Atlantic Records veröffentlicht wurde. Im selben Jahr folgte die Trennung.
2008 fanden Far für die Aufnahme eines neuen Albums wieder zusammen. At Night We Live wurde am 25. Mai 2010 auf Vagrant Records veröffentlicht.

## Diskografie

### Alben
- 1992: Listening Game
- 1994: Quick
- 1996: Tin Cans With Strings To You (Immortal / Epic)
- 1998: Water & Solutions (Immortal / Epic)
- 2010: At Night We Live (Vagrant Records)

### EPs
- 1997: Soon

### Singles
- Far Does Madonna (mit Sea Pigs)
- Boring Life
- 1998: Mother Mary
- 2010: Pony (Bright Antenna, auf 500 Stück limitierte Picture Disc)